# Barber megye
Barber megye az Amerikai Egyesült Államokban, azon belül Kansas államban található. Megyeszékhelye és legnagyobb városa Medicine Lodge. Lakosainak száma 4228 fő (2020. április 1.). Barber megye Pratt, Kingman, Harper, Alfalfa, Woods, Comanche és Kiowa megyékkel határos.

## Népesség
A megye népességének változása:
| Lakosok száma | 4847 | 4933 | 4881 | 4947 | 4823 | 4228 |
|               | 2010 | 2011 | 2012 | 2013 | 2015 | 2020 |